# Paraguay i olympiska sommarspelen 1996
Paraguay deltog i de olympiska sommarspelen 1996 med en trupp bestående av sju deltagare, men ingen av landets deltagare erövrade någon medalj.

## Friidrott
Herrarnas diskuskastning
- Ramón Jiménez Gaona
  - Kval — 61.36m (→ gick inte vidare)

Herrarnas spjutkastning
- Edgar Baumann
  - Kval — 77.74m (→ gick inte vidare)

## Fäktning
Herrarnas sabel
- Bruno Cornet

## Judo
- Jorge Pacce

## Segling
- Constantino Scarpetta